# 李富春故居
李富春故居（りふしゅんこきょ）は、元中華人民共和国国務院副総理、国家計画委員会（現在の国家発展改革委員会）主任の李富春の生家である。湖南省長沙市天心区坡子街街道八角亭社区三興街2号に位置する。建築面積480m2。磚木構造。

## 歴史
- 清代の末年、李富春の祖父の李世馨により設立された[2]。1階は店舗で、2階と3階は住宅です[2]。
- 1900年5月22日、李富春がこの地で誕生した[2]。
- 1920年代に故居が李姓の家に売られた。
- 1938年11月、長沙大火の火難で、故居は全焼した[2]。
- 1992年10月、中国共産党中央宣伝部はそれぞれ中華人民共和国国家計画委員会、中国共産党湖南省委員会に手紙を送り、「李富春同志の故居記念館の修復に同意する」[2]。
- 1993年1月より再建計画が開始された。
- 1995年4月、中国共産党中央委員会総書記、国家主席、中央軍事委員会主席の江沢民が直筆で「李富春故居」と題した。
- 1995年5月22日、故居は完工し、対外開放された[2]。
- 2011年1月24日、湖南省人民政府は故居を湖南省文物保護単位に認定した[2]。

## 周辺建築
- 賈誼故居

## ギャラリー
- 李富春故居入口
- 李富春生平業績陳列館
- 李富春の祖父の店舗
- 李富春の像